# 斯洛曼冰川
斯洛曼冰川（英語：Sloman Glacier），是南極洲的冰川，位於葛拉漢地的阿德萊德島，流經利奧塔爾山和迪特山，由英國南極名稱諮詢委員會命名，現時由南極條約體系管理。